# Повінь (фільм, 1981)
«Повінь» — радянський художній фільм 1981 року, знятий режисером Віталієм Четвериковим на кіностудії «Білорусьфільм».

## Сюжет
Матвій виріс у селі Князьбор. Колись тут, у болотах білоруського Полісся, він втратив батьків. А тепер, через багато років, ставши начальником будівельно-монтажного управління з осушення цих боліт, Матвій має намір виправити помилки, допущені при поспішній меліорації землі: почалася ерозія торфовищ, варварськи знищується сторічний бір, сохне земля.

## У ролях
- Аурімас Бабкаускас — Матвій
- Наталія Вавілова — Надя Махахей
- Наталія Єгорова — Олена
- Артем Іноземцев — Бортник
- Генрікас Кураускас — Величко
- Павло Кормунін — Дем'ян Махахей
- Борис Невзоров — Василь Барздика
- Сергій Юркевич — Аркадій Барздика
- Володимир Шелестов — Павло Комов
- Галина Макарова — Барздичиха
- Олександр Беспалий — епізод
- Олексій Ванін — епізод
- Фома Воронецький — епізод
- Марія Захаревич — епізод
- Олександр Кашперов — інспектор ДАІ
- Анжела Корабльова — епізод
- Володимир Кулєшов — епізод
- Геннадій Овсянников — епізод
- Марія Пастухова — епізод
- Юрій Платонов — Биліч
- Ніна Розанцева — епізод
- Володимир Січкар — епізод
- Стефанія Станюта — Степанівна
- Олексій Бірічевський — епізод
- Ігор Смушкевич — епізод
- Микола Пастревич — епізод
- Марія Сапожникова — епізод
- Людмила Мелешко — епізод
- Людмила Кормуніна — епізод
- Людмила Писарєва — епізод

## Знімальна група
- Режисер — Віталій Четвериков
- Сценаристи — В'ячеслав Адамчик, Віктор Козько, Федір Конєв
- Оператор — Юрій Марухін
- Композитор — Олексій Муравльов
- Художник — Олександр Чертович